# Cine Capitol (Albacete)
El Cine Capitol es una emblemática sala de cines situada en la ciudad española de Albacete. Localizado en pleno Centro de la capital albaceteña, en la plaza del Altozano, acompaña la vida social de la ciudad desde 1934, y es, desde 2001, la sede de la Filmoteca de Albacete. 

## Historia
El entonces llamado Cinema Capitol, diseñado por el arquitecto municipal Julio Carrilero Prats, fue construido en 1934, siendo inaugurado el 8 de septiembre de ese mismo año con la zarzuela Luisa Fernanda. Desde entonces se convirtió en uno de los principales centros neurálgicos de la ciudad.
En los años 1970 sufrió la especulación inmobiliaria, siendo derribado en 1974, si bien en el mismo lugar -y como parte del nuevo edificio construido- renació de nuevo, adaptándose a los últimos avances del momento, convirtiéndose en una moderna sala con gradas y una gran pantalla como los cines de la actualidad. El diseño correspondió al arquitecto Carlos Belmonte. Su reinauguración se produjo de nuevo un 8 de septiembre, en 1976, con la película Family Plot de Alfred Hitchcock. En la década de 1980 un incendio redujo a cenizas el vestíbulo y la integridad de la entrada, quedando sofocadas las llamas a las puertas de la sala, y viéndose obligado a permanecer cerrado durante varios meses.
Fue el pionero en Albacete en contar con el formato 3D en los años 1980 o con el sonido digital en los años 1990. En 1998 cerró sus puertas con su último éxito: La máscara del Zorro.
El Cine Capitol fue entonces adquirido por el Ayuntamiento de Albacete, convirtiéndose, desde 2001, en la sede de la Filmoteca de Albacete. En 2010 celebró su 75 aniversario con multitud de actos.